# 特列沃地区沙泰勒
特列沃地区沙泰勒（法語：Châtel-en-Trièves，法語發音：[ʃatɛl ɑ̃ tʁijɛv]）是法国奧弗涅-羅訥-阿爾卑斯大區伊泽尔省的一个市镇，属于格勒诺布尔区。该市镇于2017年由原市镇圣塞巴斯蒂安和科尔代阿克合并而成，行政中心位于圣塞巴斯蒂安。

## 地理
特列沃地区沙泰勒（44°50'53.99999"N, 5°48'0.00000"E）面积47.6 平方千米，位于法国奥弗涅-罗讷-阿尔卑斯大区伊泽尔省，该省份为法国东南部内陆省份，北起顺时针与安省、萨瓦省、上阿尔卑斯省、德龙省、阿尔代什省、卢瓦尔省和罗讷省。
特列沃地区沙泰勒的时区为UTC+01:00、UTC+02:00（夏令时）。

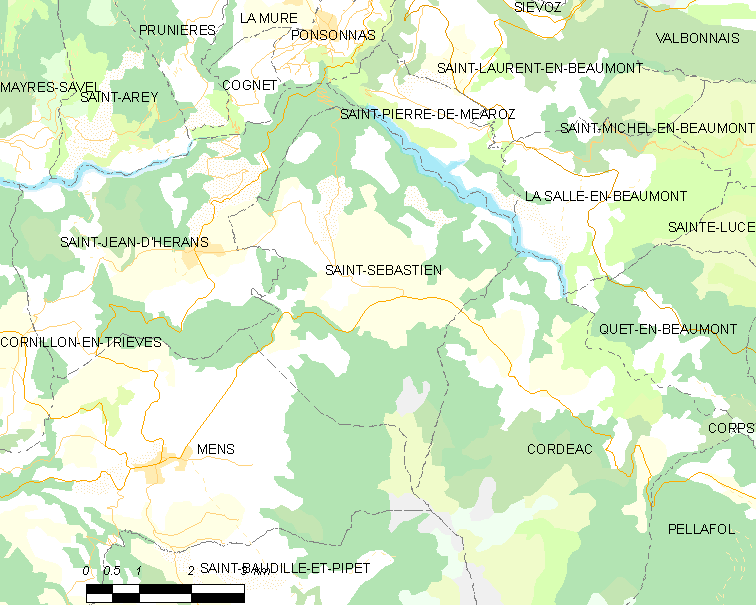
特列沃地区沙泰勒的OSM定位图

## 行政
特列沃地区沙泰勒的邮政编码为38710，INSEE市镇编码为38456。

## 政治
特列沃地区沙泰勒所属的省级选区为马泰西讷-特列沃县。

## 人口
特列沃地区沙泰勒于2022年1月1日时的人口数量为491人。